# Wapen van Sluipwijk

Wapen van Sluipwijk

Het wapen van Sluipwijk werd op 14 juli 1819 per besluit van de Hoge Raad van Adel verleend aan de Zuid-Hollandse gemeente Sluipwijk. Op 1 juli 1870 ging de gemeente op in Reeuwijk, waarmee het wapen van Sluipwijk kwam te vervallen. Het keerde terug in de onderste helft van het wapen van Reeuwijk uit 1871. Na toevoeging van Driebruggen werd het wapen gewijzigd en verdween het wapen van Sluipwijk uit het wapen. Op 1 januari 2011 is Reeuwijk gefuseerd met Bodegraven tot de gemeente Bodegraven-Reeuwijk. In het wapen van Bodegraven-Reeuwijk zijn geen elementen overgenomen uit het wapen van Sluipwijk.

## Blazoenering
De blazoenering voor het wapen van Sluipwijk luidde als volgt:
Een blaauw schild, beladen met een uil van zilver met uitgespreiden vleugelen.
De heraldische kleuren in het wapen zijn azuur (blauw) en zilver (wit).

## Geschiedenis
Sluipwijk bestond uit verschillende heerlijkheden: Ravensberg, Vromade, Oud- en Nieuw Gravekoop, Sluipwijk, Lang Roggenbroek, Nieuwenbroek en Elfhoven. De heren van Sluipwijk waren sinds ca. 1624 eveneens de heren van de hoge heerlijkheid Vrijenes, die aan Sluipwijk grensde. De gemeente Sluipwijk vroeg in 1815 het wapen van de gelijknamige ambachtsheerlijkheid aan: een gevierendeeld wapen met in I en IV 3 hammen en in II en III drie raven, met als hartschild een schildje van azuur met een uil van zilver. De gemeentesecretaris verklaarde het wapen als volgt: de hammen waren het (sprekende) wapen van de toenmalige bezitter van de heerlijkheid Sigismund Peter Ham; de raven zijn het wapen van de heerlijkheid Ravensberg en de uil is het eigenlijke wapen van Sluipwijk. De HRvA kende het schild met de uil toe aan Sluipwijk.
Historisch onderzoek heeft uitgewezen dat het wapen met de uil niet het wapen van Sluipwijk was, maar dat van Vrijenes. Bovendien is het waarschijnlijk een foute interpretatie van een aanziende engel, die rond 1520 door de Van Somerens, toenmalige heren van Vrijenes, werd geïntroduceerd. Voor Sluipwijk geeft Bakker een rood schild met drie zwarte raven.
Na de fusie met de gemeente Reeuwijk, die geen eigen wapen had, werd aan de nieuwe gemeente een horizontaal doorsneden wapen verleend dat was samengesteld uit een afbeelding van de kop van een ree boven, met daaronder het wapen van Sluipwijk.

## Verwant wapen

Wapen van Reeuwijk (1871)

Ter Aar
· Aarlanderveen
· Abbenbroek
· Abtsregt
· Alkemade
· Alphen
· Ameide
· Ammerstol
· Arkel
· Asperen
· Benthuizen
· Bergambacht
· Bergschenhoek
· Berkel en Rodenrijs
· Berkenwoude
· Bernisse
· Biert
· Binnenmaas
· Bleiswijk
· Bleskensgraaf
· Bleskensgraaf en Hofwegen
· Bodegraven
· Boskoop
· Brandwijk
· Brielle
· Broek, Thuil en 't Weegje
· Charlois
· Cillaarshoek
· Cromstrijen
· De Lier
· De Mijl
· Delfshaven
· Den Bommel
· Dirksland
· Driebruggen
· Dubbeldam
· Everdingen
· Geervliet
· Giessen-Nieuwkerk
· Giessenburg
· Giessendam
· Giessenlanden
· Goedereede
· Gouderak
· Goudriaan
· Goudswaard
· Graafstroom
· 's-Gravendeel
· 's-Gravenzande
· Groot-Ammers
· Groote Lindt
· Haastrecht
· Hagestein
· Hardinxveld
· Hazerswoude
· Heenvliet
· Heer Oudelands Ambacht
· Heerjansdam
· Hei- en Boeicop
· Heinenoord
· Hekelingen
· Hekendorp
· Herkingen
· Hillegersberg
· Hellevoetsluis
· Hodenpijl
· Hoek van Holland
· Hof van Delft
· Hoogblokland
· Hoornaar
· IJsselmonde
· Jacobswoude
· Kamerik
· Katendrecht
· Kedichem
· Kethel en Spaland
· Kijfhoek
· Klaaswaal
· Kleine Lindt
· Korendijk
· Koudekerk aan den Rijn
· Kralingen
· Krimpen aan de Lek
· Lange Ruige Weide
· Langerak
· Leerbroek
· Leerdam
· Leidschendam
· Leimuiden
· Lekkerkerk
· Lexmond
· Liemeer
· Loosduinen
· Liesveld
· Maasdam
· Maasland
· Meerkerk
· Melissant
· Middelharnis
· Mijnsheerenland
· Moerkapelle
· Molenaarsgraaf
· Molenwaard
· Monster
· Moordrecht
· Naaldwijk
· Nederlek
· Niemandsvriend
· Nieuw-Beijerland
· Nieuw-Helvoet
· Nieuw-Lekkerland
· Nieuwe-Tonge
· Nieuwenhoorn
· Nieuwerkerk aan den IJssel
· Nieuwland
· Nieuwpoort
· Nieuwveen
· Noordeloos
· Noordwijkerhout
· Nootdorp
· Numansdorp
· Onwaard
· Ooltgensplaat
· Oostflakkee
· Oostvoorne
· Ottoland
· Oud-Alblas
· Oud-Beijerland
· Ouddorp
· Oude-Tonge
· Oudenhoorn
· Ouderkerk
· Ouderkerk aan den IJssel
· Oudewater
· Oudshoorn
· Overschie
· Papekop
· Pernis
· Peursum
· Piershil
· Pijnacker
· Poortugaal
· Puttershoek
· Reeuwijk
· Rhoon
· Rijnsaterwoude
· Rijnsburg
· Rijnwoude
· Rijsoord
· Rockanje
· Roxenisse
· Rozenburg
· Sandelingen-Ambacht
· Sassenheim
· Schelluinen
· Schiebroek
· Schipluiden
· Schoonhoven
· Schoonrewoerd
· Schuddebeurs en Simonshaven
· Sint Anthoniepolder
· Sint Maartensregt
· Sluipwijk
· Sommelsdijk
· Spijkenisse
· Stad aan 't Haringvliet
· Stellendam
· Stolwijk
· Stompwijk
· Stormpolder
· Streefkerk
· Strevelshoek
· Strijen
· Ter Aar
· Tienhoven
· Valkenburg
· Veur
· Vianen
· Vierpolders
· Vlaardingerambacht
· Vliet
· Vlist
· Voorburg
· Voorhout
· Vrijenban
· Waarder
· Warmond
· Wateringen
· Westmaas
· Westvoorne
· Wieldrecht
· Wijngaarden
· Woerden
· Woubrugge
· 't Woudt
· Zederik
· Zegwaart
· Zevenhoven
· Zevenhuizen
· Zevenhuizen-Moerkapelle
· Zouteveen
· Zuid-Beijerland
· Zuidbroek
· Zuidland
· Zwammerdam
· Zwartewaal

Heerlijkheidswapens:
ter Aa
· Albrandswaard
· Biesland
· Cromstrijen
· Duivenvoorde
· 's-Gravenambacht
· Hoog- en Wout-Harnas
· Langerak bezuiden de Lek
· Lek en Stormpolder
· Nederslingeland
· West-Nieuwland
· Oosterwijk
· Spieringshoek
· Vliet
· Voshol
· Vrijenban
· Vrijenhoeve
· Wieldrecht